# Il maestro di go
Il maestro di go (名人, Meijin, 1954) è un romanzo dello scrittore giapponese Yasunari Kawabata.
L'opera si presenta come la cronaca della partita di go tra il maestro degli Hon'inbō Shūsai (1874-1940, da cui viene il nome del prestigioso torneo Hon'inbō) e il maestro Minoru Kitani (1909-1975), che decretò il ritiro del primo, sulla base degli articoli scritti da Kawabata stesso nel 1938 per il quotidiano "Tōkyō nichinichi". I primi racconti cominciarono ad apparire due anni dopo la morte del maestro Shūsai.

## Edizioni
- Il maestro di go, a cura di Cristiana Ceci, con uno scritto di Raffaele Rinaldi,
  - Milano: SE, 1991 ISBN 88-7710-227-6
  - Milano: Mondadori (Oscar narrativa n. 1412), 1995 ISBN 88-04-39087-5
  - Milano: SE, 2001 ISBN 978-88-7710-780-0
  - Torino: Einaudi (ET n. 1723), 2012 ISBN 978-88-06-20790-8
- Yasunari Kawabata, Romanzi e racconti, traduzione di Giorgio Amitrano, Mondadori ("I Meridiani"), 1993, ISBN 978-88-04-50320-0.